# جینوورا د بنچی
جینوِورا دِ بنچی ( به ایتالیایی: Ginevra de' Benci) یک نقاشی پرتره اثر لئوناردو داوینچی از اشراف‌زاده فلورانسی قرن پانزدهم، جینوِورا دِ بنچی (متولد ح. 1458 است). این اثر در فوریه ۱۹۶۷ توسط گالری ملی هنر در واشینگتن دی سی، ایالات متحده، از فرانتس یوزف دوم، شاهزاده لیختن اشتاین، با قیمتی رکوردشکن برای یک نقاشی بین ۵ تا ۶ میلیون دلار خریداری شد. این تنها نقاشی از لئوناردو داوینچی است که در قاره آمریکا در معرض دید عموم قرار دارد.

## موضوع

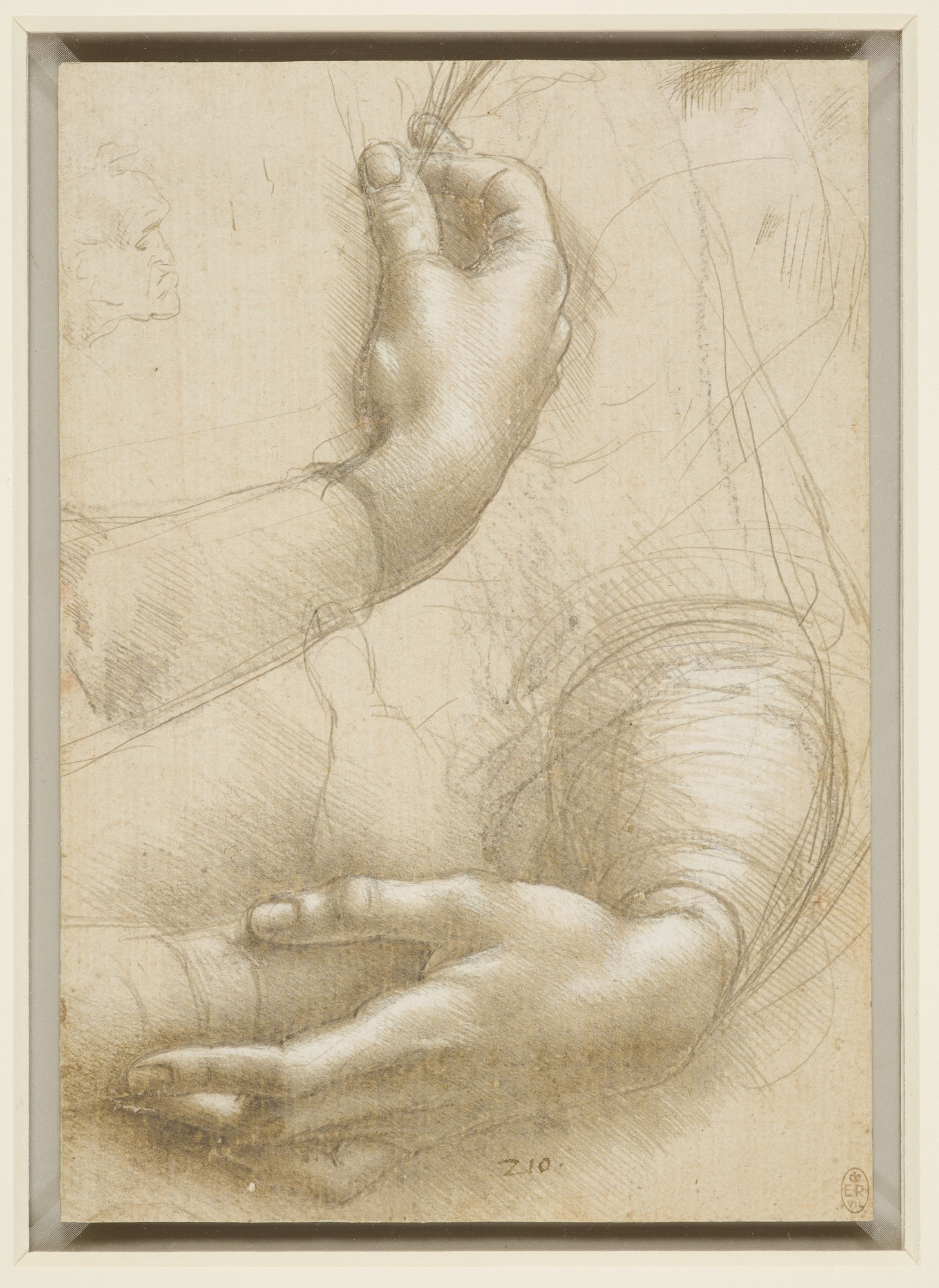
لئوناردو داوینچی، مطالعه دست‌های یک زن، ۱۴۹۰

جینوِورا دِ بنچی، یک بانوی جوان و شناخته‌شده فلورانسی، به‌طور گسترده به‌عنوان سوژه این پرتره شناخته می‌شود. لئوناردو دا وینچی این پرتره را بین سال‌های ۱۴۷۴ تا ۱۴۷۸ میلادی در فلورانس کشید، احتمالاً به‌منظور بزرگداشت ازدواج جینوورا با لوئیجی دی برناردو نیکولینی در سن ۱۶ سالگی. با این حال، به‌احتمال بیشتر، این اثر به مناسبت نامزدی او خلق شده است. در آن دوران، پرتره‌های زنان معمولاً به مناسبت یکی از دو رویداد مهم سفارش داده می‌شدند: نامزدی یا ازدواج. پرتره‌های ازدواج معمولاً به صورت دوگانه کشیده می‌شدند، به‌طوری که زن در سمت راست تصویر و رو به چپ قرار می‌گرفت؛ از آنجا که در این پرتره، چهره به سمت راست است، به احتمال زیاد این اثر به نامزدی اشاره دارد.
بوته ارس که سر جینوِورا را احاطه کرده و بخش زیادی از پس‌زمینه را پر کرده است، چیزی بیش از صرفاً اهداف تزئینی را دنبال می‌کند. دررنسانس ایتالیا، ارس نمادی از پاکدامنی زنانه محسوب می‌شد، در حالی که کلمه ایتالیایی معادل ارس، ژینپرو، نیز با نام ژینورا بازی می‌کند.
تصویر و متنی که در پشت تخته نقاشی دیده می‌شود — شاخهٔ سرو که با حلقه‌ای از برگ بو و نخل احاطه شده و به‌وسیلهٔ شعار لاتین Virtvtem Forma Decorat («زیبایی، فضیلت را زینت می‌دهد») ثبت شده است — شناسایی سوژه پرتره را بیشتر تأیید می‌کند. این عبارت به عنوان نمادی از رابطه پیچیده بین فضیلت عقلانی و اخلاقی جینوِرا از یک سو، و زیبایی جسمانی او از سوی دیگر فهمیده می‌شود. شاخه سرو، همراه با حلقه‌ای از برگ‌های درخت کرنت و نخل، اشاره‌ای به نام او دارد. برگ‌های کرنت و نخل در نشان شخصی برناردو بامبو، سفیر ونیزی در فلورانس، دیده می‌شوند؛ رابطه افلاطونی بامبو با جینوِرا در اشعاری که بین آن‌ها رد و بدل شده، آشکار شده است. بررسی‌های مادون قرمز نشان داده که شعار بامبو «فضیلت و افتخار» زیر نوشته جینوِرا قرار دارد که این موضوع احتمال دخالت بامبو در سفارش این پرتره را بسیار محتمل می‌سازد.
این پرتره یکی از برجسته‌ترین آثار گالری ملی هنر به‌شمار می‌آید و به خاطر تصویرسازی دقیق خلق و خوی جینوِرا مورد تحسین بسیاری قرار گرفته است. جینوِرا زیباست، اما باوقار و سختگیر؛ لبخندی در چهره‌اش دیده نمی‌شود و نگاهش، اگرچه مستقیم به جلو است، اما نسبت به بیننده بی‌تفاوت به نظر می‌رسد.